# Richtfaktor
Der Richtfaktor bringt im Allgemeinen zum Ausdruck, dass sich eine abgestrahlte Leistung auf einen bestimmten Teil des Raumes konzentriert und die Abstrahlung nicht homogen erfolgt. Er wird in verschiedenen Bereichen wie der Tontechnik oder der Antennentechnik angewendet.

## Anwendungsbereiche

### Tontechnik
Der Richtfaktor kennzeichnet in der Tontechnik bei einem schallaufnehmenden System wie einem Mikrofon oder einem schallabgebenden System wie einem  Lautsprecher die räumliche Empfindlichkeit. Er gibt das Verhältnis an, mit dem der Schalldruckpegel bzw. der Schalldruck über alle Richtungen des Vollraumes gemittelt schwächer wiedergegeben wird als auf der 0°-Hauptachse des Systems.
Bei einem idealen Kugelstrahler beträgt der Richtfaktor 1, da Mikrofon bzw. Lautsprecher in alle Raumrichtungen gleich empfindlich sind.
Siehe auch Statistischer Richtfaktor.

### Antennentechnik
Im Rahmen der Antennentechnik ist der Richtfaktor D das Verhältnis der Strahlungsdichte einer bestimmten Antenne in Hauptstrahlrichtung im Bezug zu der Strahlungsdichte eines Kugelstrahlers bei elektromagnetischen Wellen. Der Richtfaktor ist wesentlicher Bestandteil des Antennengewinns.